# Gabriel-Joseph Grenié
Gabriel-Joseph Grenié est un facteur d'instruments de musique français né le 23 mai 1756 à Bordeaux et mort le 3 septembre 1837 à Paris.
Il est l'inventeur de l'orgue expressif.

## Biographie
Grenié a développé l'orgue expressif à partir des années 1790, qu'il a breveté et présenté à Paris en 1810. Il a ainsi été le premier à fabriquer un instrument à clavier utilisant exclusivement des anches libres. Cet instrument est à l'origine de l'harmonium et de l'accordéon.